# Јозеф Калужа
Јозеф Игнаци Калужа (11. фебруар 1896 – 11. октобар 1944) био је пољски фудбалер, а касније и тренер, сматран једним од најбољих пољских фудбалера 1920-их.
Калужа је био један од најискуснијих нападача Пољске 1920-их. Читава његова каријера била је повезана са Краковијом  - са којим је освојио своје прво пољско првенство. До 1921. Калужа је постигао 297 голова у 200 утакмица. Укупно је одиграо 408 утакмица у дресу Краковије, постигавши 465 голова. Од 1921. до 1928. године, Калужа је представљао Пољску у разним међународним утакмицама, постигавши 7 голова.